# Шубовка
Шу́бовка (укр. Шубівка) — село, входит в Кагарлыкский район Киевской области Украины.
Население по переписи 2001 года составляло 704 человека. Почтовый индекс — 09264. Телефонный код — 4573. Занимает площадь 5,121 км². Код КОАТУУ — 3222289201.

## Местный совет
09264, Київська обл., Кагарлицький р-н, с.Шубівка, вул.Фалкова,1а